# Pedro Fajardo de Zúñiga y Requeséns

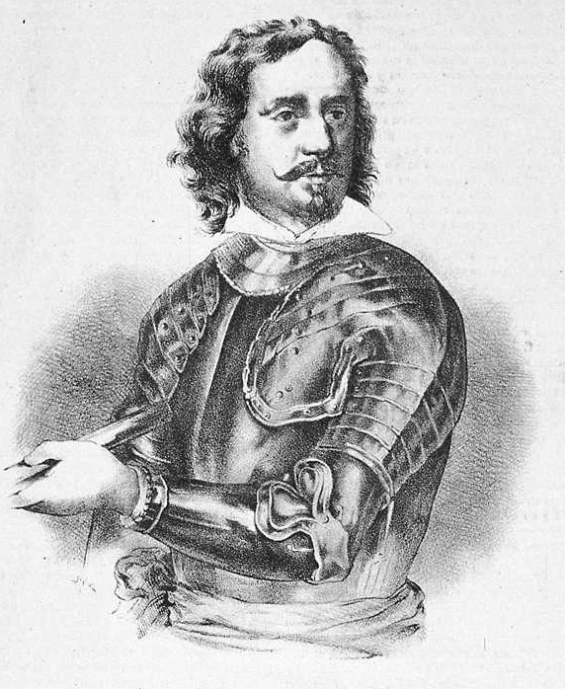
Pedro Fajardo de Zúñiga y Requeséns.

Pedro Fajardo de Zúñiga y Requeséns foi Marquês de Los Vélez e Vice-rei de Navarra. Exerceu o vice-reinado de Navarra entre 1638 e 1640. Antes dele o cargo foi exercido por Fernando de Andrade e Sotomayor. Seguiu-se-lhe Francisco Maria Carrafa.